# قرط (مجوهرات)
 القرط  أو الحلق هو نوع من أنواع الحلية أو المجوهرات تعلق على الأذن من خلال ثقب في شحمة الأذن أو أي جزء آخر من الأذن الخارجية. في الثقافات الشرقية عادة ما ترتديه النساء فقط، أما في الثقافات الغربية يتم ارتداء الأقراط من قبل كلا الجنسين.

## المواد
قد تصنع الأقراط من أي أنواع من المواد، بما في ذلك البلاستيك والمعادن والزجاج والأحجار الكريمة والخرز، والخشب، وغيرها من المواد. تختلف التصاميم من مجموعة من الحلقات الصغيرة والأزرار إلى قطع كبيرة وأشكال يتم تعليقها. ولكن حجم الأقراط محدد بالقدرة الفيزيائية لشحمة الأذن على تحمل وزن القرط. ومع ذلك، فإن الأقراط الثقيلة التي يتم ارتدائها على مدى فترات طويلة من الزمن تؤدي إلى تمدد شحمة الأذن وأحياناً تمزقها.

## التاريخ
ثقب الأذن وارتداء الأقراط هو من أقدم العادات المعروفة عبر التاريخ لتزيين الجسد. إذا نظرنا إلى العصور القديمة في التاريخ سنجد أنه من أقدم الأدلة على ارتداء الرجال القدامى للأقراط هو ما تم العثور عليه في برسيبوليس في بلاد فارس القديمة، الصور المنحوتة لجنود الإمبراطورية الفارسية والتي صمدت على جدران بعض القصور تظهرهم وهم يرتدون أقراط الأذن.
و قد ورد في التاريخ أن البحّارة كانوا يرتدون الأقراط في شحمة الأذن دلالة على أن هذا البحار قد طاف العالم أو عبر خط الاستواء.
ارتداء الأقراط كان عادة أيضاً عند شعب الآينو ، نساؤهم ورجالهم.
و لكن حكومة ميجي اليابانية منعت الرجال في أواخر القرن التاسع عشر من ارتداء الأقراط فاقتصر الأمر على النساء فقط..

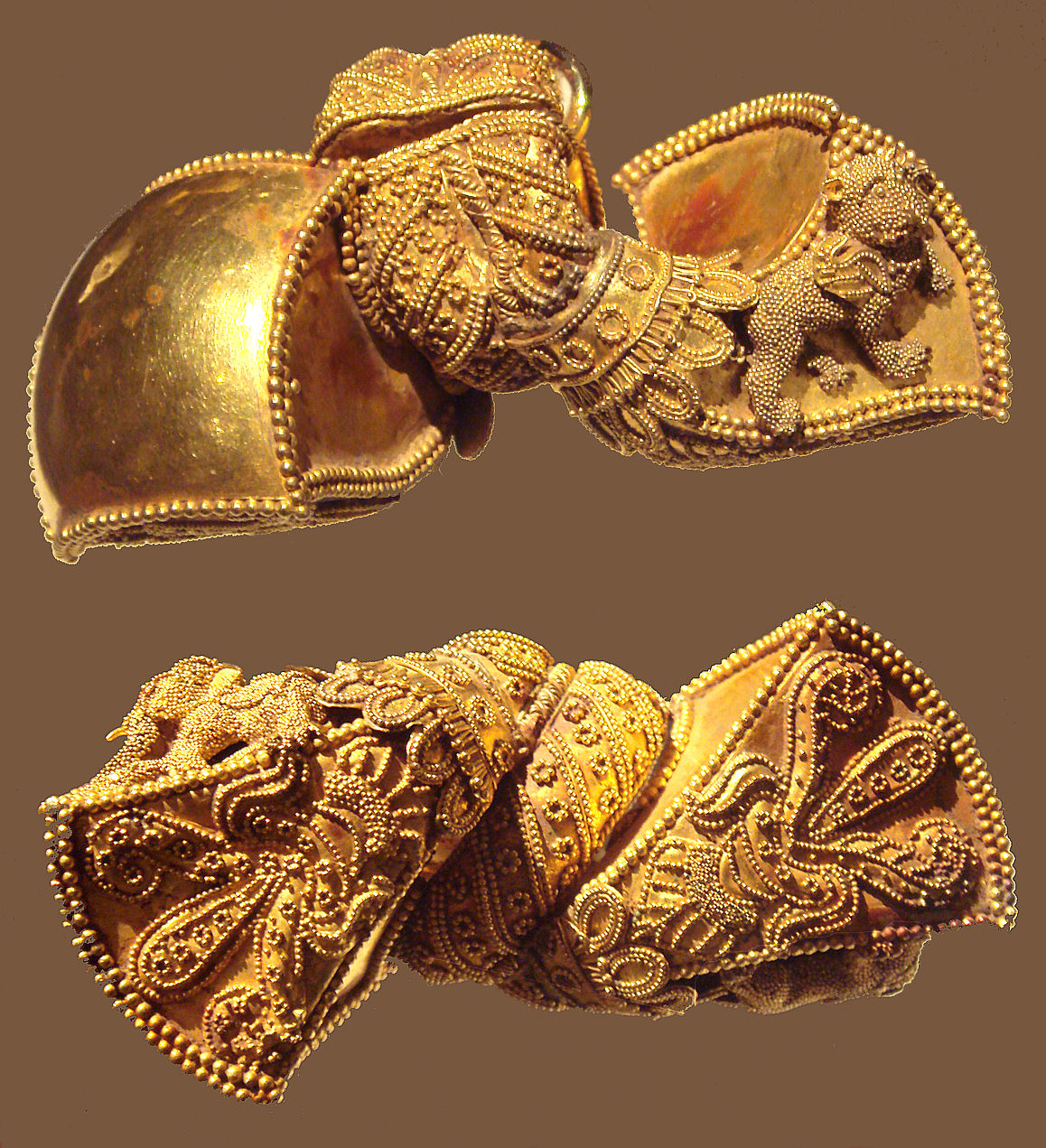
أقراط أذن ملكية من القرن الأول قبل الميلاد.

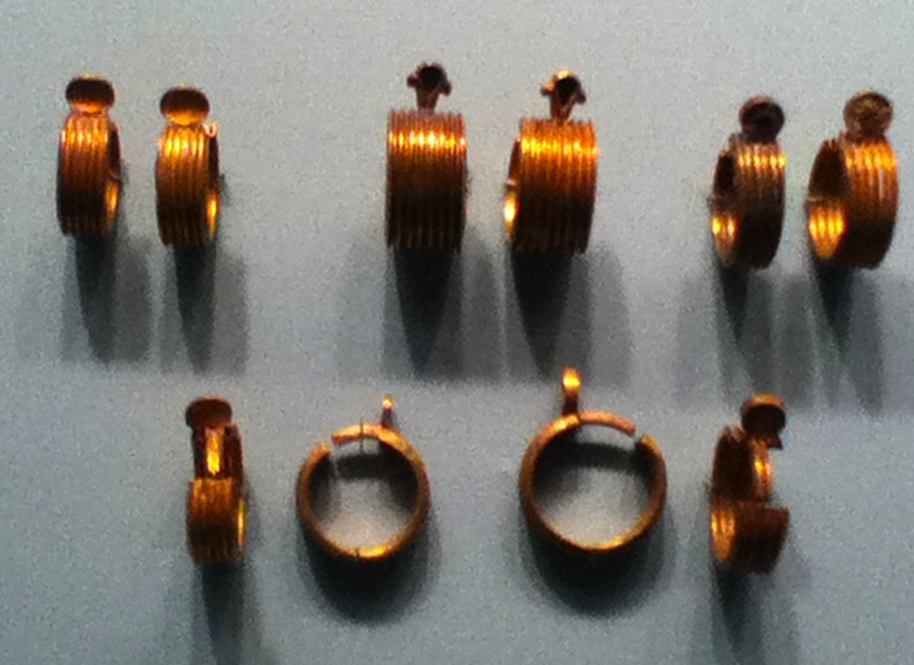
أقراط أذن مصرية قديمة

## وصلات خارجية
- منظمة محترفي ثقب الجسد .
- معرض صور للأقراط وثقب الأذن
- أمثلة للأقراط التي كان يتم ارتداؤها حتى القرن السابع عشر الميلادي .
- موقع ألكتروني مخصص للشبان والشابات الذين يحبون أقراط الأذن
- لماذا تثقب الفتيات آذانهن ؟؟ أسطورة كومبودية

## لقراءة أوسع
- van Cutsem, Anne, A World of Earrings: Africa, Asia, America, Skira, 2001. ISBN 88-8118-973-9
- Holmes, Anita, Pierced and Pretty: The Complete Guide to Ear Piercing, Pierced Earrings, and How to Create Your Own, William Morrow and Co., 1988. ISBN 0-688-03820-4
- Jolly, Penny Howell, "Marked Difference: Earrings and 'The Other' in Fifteenth-Century Flemish Artwork," in Encountering Medieval Textiles and Dress: Objects, Texts, Images, Palgrave Macmillan, 2002, pp. 195–208. ISBN 0-312-29377-1
- Mascetti, Daniela and Triossi, Amanda, Earrings: From Antiquity to the Present, Thames and Hudson, 1999. ISBN 0-500-28161-0
- McNab, Nan, Body Bizarre Body Beautiful, Fireside, 2001. ISBN 0-7432-1304-1
- Mercury, Maureen and Haworth, Steve, Pagan Fleshworks: The Alchemy of Body Modification, Park Street Press, 2000. ISBN 0-89281-809-3
- Steinbach, Ronald D., The Fashionable Ear: A History of Ear Piercing Trends for Men and Women, Vantage Press, 1995. ISBN 0-533-11237-0
- Vale, V., Modern Primitives, RE/Search, 1989. ISBN 0-9650469-3-1